# 帕达萨·丹威里亚韦差恭
帕达萨·丹威里亚韦差恭（1995年5月17日—）生于曼谷，是一名泰国男子乒乓球运动员，曾就读于拉塔纳工商大学。他最初接触游泳运动，但他并不喜欢该运动，8岁时，他在哥哥的说服下开始练习乒乓球。他在青少年时期获得了国际乒乓球联合会发放的奖学金，得以前往瑞典训练并参加该国的国内联赛。2014年，他在南京青奥上获得混合团体第四名。